# Astrophyllite
L'astrophyllite est un minéral très rare, hydroxy-silicate de potassium, de  fer et de titane, de couleur brune à jaune doré. Appartenant au groupe de l'astrophyllite, l'astrophyllite peut être classée soit dans les inosilicates, soit dans les phyllosilicates, ou dans un intermédiaire entre les deux. Elle forme une série isomorphe avec la kupletskite, à laquelle elle est visuellement identique et souvent intimement associée. L'astrophyllite offre un intérêt principalement pour les scientifiques et les collectionneurs.
Lourde, tendre et fragile, l'astrophyllite forme typiquement des agrégats lamellaires, rayonnants étoilés. C'est cet habitus qui donne son nom à l'astrophyllite, des mots grecs astron signifiant "étoile" et phyllon signifiant "feuille". À cause de son fort éclat sub-métallique et de sa couleur sombre, elle contraste fortement avec la matrice claire (felsique) dans lequel le minéral est souvent enchâssé. L'astrophyllite est habituellement opaque à translucide, mais peut être transparente en lame mince.
Comme les cristaux eux-mêmes possèdent un clivage parfait, ils sont laissés habituellement in situ, l'agrégat entier étant souvent coupé en tranches et poli. À cause de sa disponibilité limitée et de son coût élevé, l'astrophyllite est rarement utilisée pour ses qualités ornementales. Elle est parfois utilisée en joaillerie où elle est travaillée en cabochons.
Trouvée dans des cavités et des fissures de roches ignées felsiques peu communes, l'astrophyllite est associée avec les feldspaths, les micas, la titanite, le zircon, la néphéline et l'aegirine. Les impuretés communes comprennent le magnésium, l'aluminium, le calcium, le zirconium, le niobium et le tantale. Elle fut découverte en 1854 dans son topotype : Laven Island, Norvège. La kupletskite ne fut découverte qu'en 1956, plus de cent ans plus tard.
L'astrophyllite se trouve dans quelques rares localités reculées : Mont Saint-Hilaire, Québec au Canada ; Pic Pikes, dans le Colorado aux États-Unis ; Narsarsuk et Kangerdluarsuk au Groenland ; Brevig en Norvège ; et dans la Péninsule de Kola en Russie.